# Chvalová
Chvalová es un municipio del distrito de Revúca en la región de Banská Bystrica, Eslovaquia, con una población estimada a final del año 2024 de 194 habitantes.
Se encuentra ubicado al este de la región, en la cuenca hidrográfica del río Sajó —un afluente derecho del río Tisza— y cerca de la frontera con la región de Košice.

## Demografía
| Año        | 1994 | 2004    | 2014     | 2024    |
| ---------- | ---- | ------- | -------- | ------- |
| Población  | 157  | 165     | 207      | 194     |
| Diferencia |      | +5,09 % | +25,45 % | −6,28 % |

| Año        | 2023 | 2024    |
| ---------- | ---- | ------- |
| Población  | 193  | 194     |
| Diferencia |      | +0,51 % |